# Großer Preis von Mexiko 1991
Der Große Preis von Mexiko 1991 (offiziell Gran Premio de Mexico) fand am 16. Juni auf dem Autódromo Hermanos Rodríguez in Mexiko-Stadt statt und war das sechste Rennen der Formel-1-Weltmeisterschaft 1991.

## Berichte

### Hintergrund
Im Vergleich zum Großen Preis von Kanada zwei Wochen zuvor ergaben sich keine Veränderungen im Teilnehmerfeld.
Mit Alain Prost (zweimal), Ayrton Senna, Nigel Mansell und Gerhard Berger (jeweils einmal) traten vier ehemalige Sieger zu diesem Grand Prix an.

### Training
Riccardo Patrese sicherte sich die Pole-Position vor seinem Teamkollegen Mansell sowie Senna, der sich trotz Nackenschmerzen, die von einem Jet-Ski-Unfall am Wochenende zuvor sowie einem Überschlag im Freitagstraining herrührten, für den dritten Startplatz qualifizierte. Jean Alesi belegte den vierten Platz vor Berger, Nelson Piquet und Prost.
Wegen eines nicht regelkonformen Heckflügels wurde Nicola Larini vom Rennwochenende ausgeschlossen.

### Rennen
Der erste Startversuch wurde abgebrochen, als ein Feuerwehrmann die Strecke betrat, weil er glaubte, aufgrund von Rauchentwicklung am Heck des Wagens von JJ Lehto einen Brand identifiziert zu haben. Dies stellte sich als nicht zutreffend heraus, sodass Lehto den zweiten Startversuch ohne zwischenzeitlichen Wechsel des Wagens absolvieren konnte. Dieser Versuch wurde allerdings ebenfalls durch das Schwenken von gelben Flaggen abgebrochen. Olivier Grouillard schaltete aufgrund des Warnsignals seinen Motor ab. Da ein selbständiges Anlassen des Aggregats nicht möglich war, musste er das Rennen beim dritten Startversuch, der nach einer weiteren Einführungsrunde absolviert wurde, vom letzten Platz aus aufnehmen.
Mansell ging vor Alesi, Senna, Patrese, Berger und Piquet in Führung. Bereits in der zweiten Runde zog Senna an Alesi vorbei. Zwei Umläufe später gelang dies auch Patrese. Berger musste nach vier Runden wegen eines Motorschadens aufgeben.
In der elften Runde übernahm Patrese den zweiten Rang von Senna und schloss auf seinen führenden Teamkollegen Mansell auf, der ihm aufgrund von Motorproblemen in Runde 15 die Spitzenposition überlassen musste.

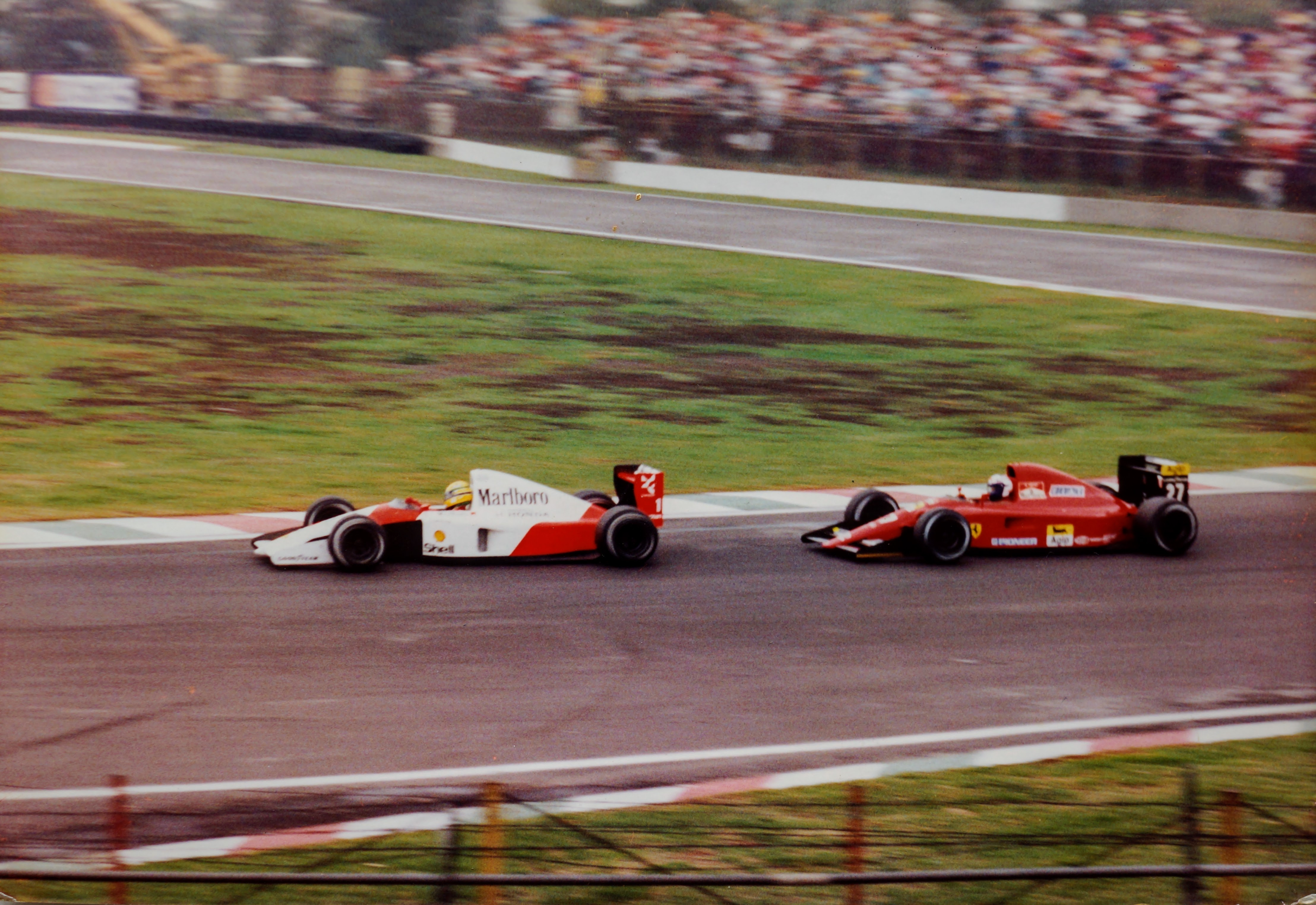
Ayrton Senna führt vor Alain Prost.

Gegen Ende des Rennens konnte Mansell wieder zu Patrese aufschließen. Dieser verteidigte sich jedoch erfolgreich und siegte somit vor seinem Teamkollegen und Senna. Wenige Meter vor dem Ziel rollte Andrea de Cesaris aus, was durch ein Absinken des Kraftstoffdrucks zu erklären war. Da er zwecks eines Versuchs, seinen Wagen über die Ziellinie zu schieben, verbotenerweise ausgestiegen war, wurde er zunächst disqualifiziert. Diese Entscheidung wurde jedoch wenig später zurückgenommen. Somit wurde er aufgrund seiner zurückgelegten Distanz als Vierter vor Roberto Moreno und Éric Bernard gewertet.
Infolge der beiden Fehlstarts war die Renndistanz um zwei Runden verkürzt worden.

## Meldeliste
| Team                              | Nr. | Fahrer             | Chassis            | Motor                    | Reifen |
| --------------------------------- | --- | ------------------ | ------------------ | ------------------------ | ------ |
| Honda Marlboro McLaren            | 01  | Ayrton Senna       | McLaren MP4/6      | Honda RA121E 3.5 V12     | G      |
| Honda Marlboro McLaren            | 02  | Gerhard Berger     | McLaren MP4/6      | Honda RA121E 3.5 V12     | G      |
| Braun Tyrrell Honda               | 03  | Satoru Nakajima    | Tyrrell 020        | Honda RA101E 3.5 V10     | P      |
| Braun Tyrrell Honda               | 04  | Stefano Modena     | Tyrrell 020        | Honda RA101E 3.5 V10     | P      |
| Canon Williams Team               | 05  | Nigel Mansell      | Williams FW14      | Renault RS3 3.5 V10      | G      |
| Canon Williams Team               | 06  | Riccardo Patrese   | Williams FW14      | Renault RS3 3.5 V10      | G      |
| Motor Racing Developments         | 07  | Martin Brundle     | Brabham BT60Y      | Yamaha OX99 3.5 V12      | P      |
| Motor Racing Developments         | 08  | Mark Blundell      | Brabham BT60Y      | Yamaha OX99 3.5 V12      | P      |
| Footwork Grand Prix International | 09  | Michele Alboreto   | Footwork FA12      | Porsche 3512 3.5 V12     | G      |
| Footwork Grand Prix International | 10  | Stefan Johansson   | Footwork FA12      | Porsche 3512 3.5 V12     | G      |
| Team Lotus                        | 11  | Mika Häkkinen      | Lotus 102B         | Judd EV 3.5 V8           | G      |
| Team Lotus                        | 12  | Johnny Herbert     | Lotus 102B         | Judd EV 3.5 V8           | G      |
| Fondmetal                         | 14  | Olivier Grouillard | Fondmetal GR01     | Ford Cosworth DFR 3.5 V8 | G      |
| Leyton House Racing               | 15  | Maurício Gugelmin  | Leyton House CG911 | Ilmor 2175A 3.5 V10      | G      |
| Leyton House Racing               | 16  | Ivan Capelli       | Leyton House CG911 | Ilmor 2175A 3.5 V10      | G      |
| AGS Racing                        | 17  | Gabriele Tarquini  | AGS JH25B          | Ford Cosworth DFR 3.5 V8 | G      |
| AGS Racing                        | 18  | Fabrizio Barbazza  | AGS JH25B          | Ford Cosworth DFR 3.5 V8 | G      |
| Camel Benetton Ford               | 19  | Roberto Moreno     | Benetton B191      | Ford Cosworth HB5 3.5 V8 | P      |
| Camel Benetton Ford               | 20  | Nelson Piquet      | Benetton B191      | Ford Cosworth HB5 3.5 V8 | P      |
| BMS Scuderia Italia               | 21  | Emanuele Pirro     | Dallara 191        | Judd GV 3.5 V10          | P      |
| BMS Scuderia Italia               | 22  | JJ Lehto           | Dallara 191        | Judd GV 3.5 V10          | P      |
| Minardi Team                      | 23  | Pierluigi Martini  | Minardi M191       | Ferrari 037 3.5 V12      | G      |
| Minardi Team                      | 24  | Gianni Morbidelli  | Minardi M191       | Ferrari 037 3.5 V12      | G      |
| Ligier Gitanes                    | 25  | Thierry Boutsen    | Ligier JS35        | Lamborghini 3512 3.5 V12 | G      |
| Ligier Gitanes                    | 26  | Érik Comas         | Ligier JS35        | Lamborghini 3512 3.5 V12 | G      |
| Scuderia Ferrari SpA              | 27  | Alain Prost        | Ferrari 642        | Ferrari 037 3.5 V12      | G      |
| Scuderia Ferrari SpA              | 28  | Jean Alesi         | Ferrari 642        | Ferrari 037 3.5 V12      | G      |
| Larrousse F1                      | 29  | Éric Bernard       | Lola LC91          | Ford Cosworth DFR 3.5 V8 | G      |
| Larrousse F1                      | 30  | Aguri Suzuki       | Lola LC91          | Ford Cosworth DFR 3.5 V8 | G      |
| Coloni Racing                     | 31  | Pedro Chaves       | Coloni C4          | Ford Cosworth DFR 3.5 V8 | G      |
| Team 7Up Jordan                   | 32  | Bertrand Gachot    | Jordan 191         | Ford Cosworth HB4 3.5 V8 | G      |
| Team 7Up Jordan                   | 33  | Andrea de Cesaris  | Jordan 191         | Ford Cosworth HB4 3.5 V8 | G      |
| Modena Team                       | 34  | Nicola Larini      | Lambo 291          | Lamborghini 3512 3.5 V12 | G      |
| Modena Team                       | 35  | Eric van de Poele  | Lambo 291          | Lamborghini 3512 3.5 V12 | G      |

## Klassifikationen

### Qualifying
| Pos. | Fahrer             | Konstrukteur       | Vorqualifikation | Vorqualifikation  | 1. Qualifikationstraining | 1. Qualifikationstraining | 2. Qualifikationstraining | 2. Qualifikationstraining | Start |
| Pos. | Fahrer             | Konstrukteur       | Zeit             | Ø-Geschwindigkeit | Zeit                      | Ø-Geschwindigkeit         | Zeit                      | Ø-Geschwindigkeit         | Start |
| ---- | ------------------ | ------------------ | ---------------- | ----------------- | ------------------------- | ------------------------- | ------------------------- | ------------------------- | ----- |
| 01   | Riccardo Patrese   | Williams-Renault   | –                | –                 | 1:16,696                  | 207,515 km/h              | 1:17,192                  | 206,182 km/h              | 01    |
| 02   | Nigel Mansell      | Williams-Renault   | –                | –                 | 1:16,978                  | 206,755 km/h              | 1:18,346                  | 203,145 km/h              | 02    |
| 03   | Ayrton Senna       | McLaren-Honda      | –                | –                 | 1:17,264                  | 205,990 km/h              | 1:18,711                  | 202,203 km/h              | 03    |
| 04   | Jean Alesi         | Ferrari            | –                | –                 | 1:18,129                  | 203,709 km/h              | 1:19,581                  | 199,992 km/h              | 04    |
| 05   | Gerhard Berger     | McLaren-Honda      | –                | –                 | 1:18,156                  | 203,639 km/h              | 1:18,980                  | 201,514 km/h              | 05    |
| 06   | Nelson Piquet      | Benetton-Ford      | –                | –                 | 1:18,168                  | 203,608 km/h              | 1:19,117                  | 201,165 km/h              | 06    |
| 07   | Alain Prost        | Ferrari            | –                | –                 | 1:18,183                  | 203,569 km/h              | 1:20,778                  | 197,029 km/h              | 07    |
| 08   | Stefano Modena     | Tyrrell-Honda      | –                | –                 | 1:18,911                  | 201,691 km/h              | 1:18,216                  | 203,483 km/h              | 08    |
| 09   | Roberto Moreno     | Benetton-Ford      | –                | –                 | 1:18,589                  | 202,517 km/h              | 1:18,375                  | 203,070 km/h              | 09    |
| 10   | Olivier Grouillard | Fondmetal-Ford     | 1:28,959         | 178,909 km/h      | 1:18,453                  | 202,868 km/h              | 1:20,560                  | 197,562 km/h              | 10    |
| 11   | Andrea de Cesaris  | Jordan-Ford        | 1:29,545         | 177,739 km/h      | 1:20,053                  | 198,813 km/h              | 1:18,935                  | 201,629 km/h              | 11    |
| 12   | Mark Blundell      | Brabham-Yamaha     | –                | –                 | 1:19,064                  | 201,300 km/h              | –                         | –                         | 12    |
| 13   | Satoru Nakajima    | Tyrrell-Honda      | –                | –                 | 1:19,971                  | 199,017 km/h              | 1:19,092                  | 201,229 km/h              | 13    |
| 14   | Thierry Boutsen    | Ligier-Lamborghini | –                | –                 | 1:20,978                  | 196,542 km/h              | 1:19,201                  | 200,952 km/h              | 14    |
| 15   | Pierluigi Martini  | Minardi-Ferrari    | –                | –                 | 1:19,215                  | 200,916 km/h              | 1:19,878                  | 199,249 km/h              | 15    |
| 16   | JJ Lehto           | Dallara-Judd       | 1:28,381         | 180,079 km/h      | 1:19,291                  | 200,724 km/h              | 1:20,029                  | 198,873 km/h              | 16    |
| 17   | Martin Brundle     | Brabham-Yamaha     | –                | –                 | 1:20,378                  | 198,009 km/h              | 1:19,647                  | 199,827 km/h              | 17    |
| 18   | Éric Bernard       | Lola-Ford          | –                | –                 | 1:20,442                  | 197,852 km/h              | 1:19,785                  | 199,481 km/h              | 18    |
| 19   | Aguri Suzuki       | Lola-Ford          | –                | –                 | 1:21,737                  | 194,717 km/h              | 1:20,049                  | 198,823 km/h              | 19    |
| 20   | Bertrand Gachot    | Jordan-Ford        | 1:30,599         | 175,671 km/h      | 1:20,050                  | 198,821 km/h              | 1:20,551                  | 197,584 km/h              | 20    |
| 21   | Maurício Gugelmin  | Leyton House-Ilmor | –                | –                 | 1:20,200                  | 198,449 km/h              | 1:20,535                  | 197,623 km/h              | 21    |
| 22   | Ivan Capelli       | Leyton House-Ilmor | –                | –                 | 1:20,252                  | 198,320 km/h              | 1:21,053                  | 196,360 km/h              | 22    |
| 23   | Gianni Morbidelli  | Minardi-Ferrari    | –                | –                 | 1:21,257                  | 195,867 km/h              | 1:20,322                  | 198,147 km/h              | 23    |
| 24   | Mika Häkkinen      | Lotus-Judd         | –                | –                 | 1:20,823                  | 196,919 km/h              | 1:22,072                  | 193,922 km/h              | 24    |
| 25   | Johnny Herbert     | Lotus-Judd         | –                | –                 | 1:20,830                  | 196,902 km/h              | 1:22,964                  | 191,837 km/h              | 25    |
| 26   | Michele Alboreto   | Footwork-Porsche   | –                | –                 | 1:21,429                  | 195,454 km/h              | 1:21,178                  | 196,058 km/h              | 26    |
| DNQ  | Érik Comas         | Ligier-Lamborghini | –                | –                 | 1:21,737                  | 194,717 km/h              | 1:21,225                  | 195,945 km/h              | –     |
| DNQ  | Gabriele Tarquini  | AGS-Ford           | –                | –                 | 1:22,258                  | 193,484 km/h              | 1:22,398                  | 193,155 km/h              | –     |
| DNQ  | Stefan Johansson   | Footwork-Porsche   | –                | –                 | 1:22,938                  | 191,898 km/h              | 1:22,598                  | 192,687 km/h              | –     |
| DNQ  | Fabrizio Barbazza  | AGS-Ford           | –                | –                 | 1:22,899                  | 191,988 km/h              | 1:23,920                  | 189,652 km/h              | –     |
| DNPQ | Eric van de Poele  | Lambo-Lamborghini  | 1:30,655         | 175,562 km/h      | –                         | –                         | –                         | –                         | –     |
| DNPQ | Pedro Chaves       | Coloni-Ford        | 1:37,144         | 163,835 km/h      | –                         | –                         | –                         | –                         | –     |
| DNPQ | Emanuele Pirro     | Dallara-Judd       | 1:40,164         | 158,895 km/h      | –                         | –                         | –                         | –                         | –     |
| DSQ  | Nicola Larini      | Lambo-Lamborghini  | –                | –                 | –                         | –                         | –                         | –                         | –     |

### Rennen
| Pos. | Fahrer             | Konstrukteur       | Runden | Stopps | Zeit        | Start | Schnellste Runde |
| ---- | ------------------ | ------------------ | ------ | ------ | ----------- | ----- | ---------------- |
| 01   | Riccardo Patrese   | Williams-Renault   | 67     | 0      | 1:29:52,205 | 01    | 1:17,299         |
| 02   | Nigel Mansell      | Williams-Renault   | 67     | 0      | + 1,336     | 02    | 1:16,788         |
| 03   | Ayrton Senna       | McLaren-Honda      | 67     | 0      | + 57,356    | 03    | 1:18,570         |
| 04   | Andrea de Cesaris  | Jordan-Ford        | 66     | 0      | DNF         | 11    | 1:19,109         |
| 05   | Roberto Moreno     | Benetton-Ford      | 66     | 0      | + 1 Runde   | 09    | 1:19,718         |
| 06   | Éric Bernard       | Lola-Ford          | 66     | 0      | + 1 Runde   | 18    | 1:19,648         |
| 07   | Gianni Morbidelli  | Minardi-Ferrari    | 66     | 0      | + 1 Runde   | 23    | 1:20,411         |
| 08   | Thierry Boutsen    | Ligier-Lamborghini | 65     | 0      | + 2 Runden  | 14    | 1:19,953         |
| 09   | Mika Häkkinen      | Lotus-Judd         | 65     | 0      | + 2 Runden  | 24    | 1:20,446         |
| 10   | Johnny Herbert     | Lotus-Judd         | 65     | 0      | + 2 Runden  | 25    | 1:20,472         |
| 11   | Stefano Modena     | Tyrrell-Honda      | 65     | 0      | + 2 Runden  | 08    | 1:19,920         |
| 12   | Satoru Nakajima    | Tyrrell-Honda      | 64     | 0      | + 3 Runden  | 13    | 1:20,613         |
| –    | Mark Blundell      | Brabham-Yamaha     | 54     | 0      | DNF         | 12    | 1:21,105         |
| –    | Bertrand Gachot    | Jordan-Ford        | 51     | 0      | DNF         | 20    | 1:19,510         |
| –    | Aguri Suzuki       | Lola-Ford          | 48     | 0      | DNF         | 19    | 1:20,622         |
| –    | Nelson Piquet      | Benetton-Ford      | 44     | 0      | DNF         | 06    | 1:19,744         |
| –    | Jean Alesi         | Ferrari            | 42     | 0      | DNF         | 04    | 1:20,129         |
| –    | JJ Lehto           | Dallara-Judd       | 30     | 0      | DNF         | 16    | 1:20,982         |
| –    | Michele Alboreto   | Footwork-Porsche   | 24     | 0      | DNF         | 26    | 1:22,269         |
| –    | Martin Brundle     | Brabham-Yamaha     | 20     | 0      | DNF         | 17    | 1:23,323         |
| –    | Ivan Capelli       | Leyton House-Ilmor | 19     | 0      | DNF         | 22    | 1:22,487         |
| –    | Alain Prost        | Ferrari            | 16     | 0      | DNF         | 07    | 1:21,266         |
| –    | Maurício Gugelmin  | Leyton House-Ilmor | 15     | 0      | DNF         | 21    | 1:24,895         |
| –    | Olivier Grouillard | Fondmetal-Ford     | 13     | 0      | DNF         | 10    | 1:23,300         |
| –    | Gerhard Berger     | McLaren-Honda      | 5      | 0      | DNF         | 05    | 1:23,948         |
| –    | Pierluigi Martini  | Minardi-Ferrari    | 4      | 0      | DNF         | 15    | 1:24,014         |

## WM-Stände nach dem Rennen
Die ersten sechs des Rennens bekamen 10, 6, 4, 3, 2 bzw. 1 Punkt(e).

### Fahrerwertung
| Pos. | Fahrer            | Konstrukteur     | Punkte |
| ---- | ----------------- | ---------------- | ------ |
| 01   | Ayrton Senna      | McLaren-Honda    | 44     |
| 02   | Riccardo Patrese  | Williams-Renault | 20     |
| 03   | Nelson Piquet     | Benetton-Ford    | 16     |
| 04   | Nigel Mansell     | Williams-Renault | 13     |
| 05   | Alain Prost       | Ferrari          | 11     |
| 06   | Gerhard Berger    | McLaren-Honda    | 10     |
| 07   | Stefano Modena    | Tyrrell-Honda    | 9      |
| 08   | Andrea de Cesaris | Jordan-Ford      | 6      |
| 09   | Jean Alesi        | Ferrari          | 5      |
| 10   | Roberto Moreno    | Benetton-Ford    | 5      |
| 11   | JJ Lehto          | Dallara-Judd     | 4      |
| 12   | Pierluigi Martini | Minardi-Ferrari  | 3      |
| 13   | Satoru Nakajima   | Tyrrell-Honda    | 2      |
| 14   | Mika Häkkinen     | Lotus-Judd       | 2      |
| 15   | Bertrand Gachot   | Jordan-Ford      | 2      |
| 16   | Aguri Suzuki      | Lola-Ford        | 1      |
| 17   | Julian Bailey     | Lotus-Judd       | 1      |

| Pos. | Fahrer             | Konstrukteur           | Punkte |
| ---- | ------------------ | ---------------------- | ------ |
| 18   | Emanuele Pirro     | Dallara-Judd           | 1      |
| 19   | Éric Bernard       | Lola-Ford              | 1      |
| 20   | Thierry Boutsen    | Ligier-Lamborghini     | 0      |
| 21   | Gianni Morbidelli  | Minardi-Ferrari        | 0      |
| 22   | Nicola Larini      | Lambo-Lamborghini      | 0      |
| 23   | Érik Comas         | Ligier-Lamborghini     | 0      |
| 24   | Mark Blundell      | Brabham-Yamaha         | 0      |
| 25   | Gabriele Tarquini  | AGS-Ford               | 0      |
| 26   | Eric van de Poele  | Lambo-Lamborghini      | 0      |
| 27   | Johnny Herbert     | Lotus-Judd             | 0      |
| 28   | Martin Brundle     | Brabham-Yamaha         | 0      |
| 29   | Maurício Gugelmin  | Leyton House-Ilmor     | 0      |
| –    | Ivan Capelli       | Leyton House-Ilmor     | 0      |
| –    | Michele Alboreto   | Footwork-Ford/-Porsche | 0      |
| –    | Stefan Johansson   | Footwork-Porsche       | 0      |
| –    | Olivier Grouillard | Fondmetal-Ford         | 0      |

### Konstrukteurswertung
| Pos. | Konstrukteur     | Punkte |
| ---- | ---------------- | ------ |
| 01   | McLaren-Honda    | 54     |
| 02   | Williams-Renault | 33     |
| 03   | Benetton-Ford    | 21     |
| 04   | Ferrari          | 16     |
| 05   | Tyrrell-Honda    | 11     |
| 06   | Jordan-Ford      | 8      |
| 07   | Dallara-Judd     | 5      |
| 08   | Minardi-Ferrari  | 3      |
| 09   | Lotus-Judd       | 3      |

| Pos. | Konstrukteur           | Punkte |
| ---- | ---------------------- | ------ |
| 10   | Lola-Ford              | 2      |
| 11   | Ligier-Lamborghini     | 0      |
| 12   | Lambo-Lamborghini      | 0      |
| 13   | Brabham-Yamaha         | 0      |
| 14   | AGS-Ford               | 0      |
| 15   | Leyton House-Ilmor     | 0      |
| –    | Footwork-Porsche/-Ford | 0      |
| –    | Fondmetal-Ford         | 0      |